# دی‌اس‌آروی-۱ میستیک
دی‌اس‌آروی-۱ میستیک (به انگلیسی: DSRV-1 Mystic) یک زیردریایی است که طول آن ۴۹ فوت (۱۵ متر) می‌باشد. این زیردریایی در سال ۱۹۷۰ ساخته شد.